# Hyperolius pseudargus
Espèce
Statut de conservation UICN

 LC  : Préoccupation mineure
Hyperolius pseudargus est une espèce d'amphibiens de la famille des Hyperoliidae.

## Répartition
Cette espèce est endémique de Tanzanie. Elle se rencontre entre 1 500 et 1 850 m d'altitude dans les monts Udzungwa et le plateau de la zone de Njombe dans la région d'Iringa,.

## Publication originale
- Schiøtz, 1999 : Treefrogs of Africa. Frankfurt am Main, Germany, Edition Chimaira, p. 1-350.